# Hexatoma spinosa
Hexatoma spinosa là một loài ruồi trong họ Limoniidae. Chúng phân bố ở miền Tân bắc.